# بلاس روکا کالدریو
بلاس روکا کالدریو (۲۴ ژوئیه ۱۹۰۸–۲۵ آوریل ۱۹۸۷) (به اسپانیایی: Blas Roca Calderio) (به انگلیسی: Blas Roca Calderio) سیاستمدار کوبایی و نظریه‌پرداز مارکسیست بود که از سال ۱۹۷۶ تا ۱۹۸۱ به عنوان رئیس مجلس شورای ملی قدرت مردم در کوبا خدمت می‌کرد. وی همچنین ۲۸ سال رئیس حزب کمونیست کوبا قبل از انقلاب ۱۹۵۹ سردبیر روزنامه کمونیستی «امروز» بود. وی قانون اساسی ریاست کمیته‌ای را نوشت که اولین قانون اساسی سوسیالیستی این کشور در سال ۱۹۷۶ بود.

## زندگی سیاسی
بلاس روکا فرانسیسکو کالدریو در مانزانیلو کوبا متولد شد، او تئوریسین برجسته انقلاب کوبا و ۲۸ سال حزب کمونیست پیش از انقلاب کوبا را رهبری کرد، در سن ۱۱ سالگی مدرسه را ترک کرد و کفش‌های براق را برای کمک به خانواده فقیر خود فروخت. وی پس از پیوستن به حزب کمونیست در سال ۱۹۲۹ نام خود را به روکا، به معنی «سنگ» تغییر داد.
در سال ۱۹۲۹، او به عنوان دبیرکل اتحادیه کفاشان «مانزانیلو» انتخاب شد. در اوت ۱۹۳۱ به عضویت کمیته مرکزی حزب کمونیست انتخاب شد و به عنوان رئیس سازمان خود در شرق منصوب شد. در این مرحله وی فعالیت روزنامه‌نگاری گسترده‌ای را در مطبوعات کارگری به نمایش گذاشت و اعتراضات مردمی را رهبری کرد که به اعتصاب عمومی تاریخی اوت ۱۹۳۳ منتهی شد و دیکتاتوری ماچادو را سرنگون کرد.

## کتاب‌ها
روکا کتاب‌ها، مقالات و جزوه‌های زیادی را قبل و بعد از انقلاب نوشت، از جمله مبانی سوسیالیسم در کوبا، که در سال ۱۹۴۳ منتشر شد. این کتاب متن اصلی مورد استفاده در آموزش مبارزان حزب کمونیست از دهه ۱۹۴۰ به بعد بود. پس از پیروزی انقلاب کوبا، این یکی از کتابهای اصلی بود که توسط مدارس آموزش انقلابی، (Escuelas de Instrucción Revolucionaria) برای آموزش رهبران و کادر حزب در سازمانهای انقلابی یکپارچه تازه تأسیس استفاده شد، (کمیته مرکزی) حزب کمونیست کوبا در دوم ژوئیه با حزب سوسیالیست محبوب و اداره انقلاب ادغام شد، و سرانجام در سال ۱۹۶۵ به حزب کمونیست جدید کوبا تبدیل شد.